# Gmina Søllerød
Gmina Søllerød (duń. Søllerød Kommune) - istniejąca w latach 1970-2006 gmina w Danii w  okręgu Kopenhagi (Københavns Amt). Siedzibą władz gminy było miasto Holte. Gmina Søllerød została utworzona 1 kwietnia 1970 na mocy reformy podziału administracyjnego Danii. Po kolejnej reformie administracyjnej w roku 2007 weszła w skład nowej gminy Rudersdal.

## Dane liczbowe
- Liczba ludności: (♀ 15 255 + ♂ 16 436) = 31 691
  - wiek 0-6: 9,2%
  - wiek 7-16: 13,1%
  - wiek 17-66: 59,8%
  - wiek 67+: 18,0%
- zagęszczenie ludności: 812,6 osób/km²
- bezrobocie: 3,0% osób w wieku 17-66 lat
- cudzoziemcy z UE, Skandynawii i USA: 327 na 10 000 osób
- cudzoziemcy z krajów Trzeciego Świata: 234 na 10 000 osób
- liczba szkół podstawowych: 7 (liczba klas: 173)